# Susann Goksør Bjerkrheim
Susann Bjerkrheim, née Susann Goksør le 7 juillet 1970 à Oslo, est une ancienne handballeuse internationale norvégienne évoluant au poste de demi-centre.

## Biographie
Avec la sélection de Norvège, dont elle a été la capitaine durant la période de 1993 à 2000, elle a participé à quatre olympiades, remportant deux médailles d'argent aux jeux de 1988 à Séoul puis de 1992 à Barcelone, battue les deux fois par la Corée du Sud. Lors des jeux d'Atlanta, la Norvège obtient la quatrième place, battue pour la médaille de bronze par la Hongrie. Lors des Jeux olympiques de 2000 à Sydney, la Norvège remporte la médaille de bronze, battant la Corée du Sud après avoir été battue en demi-finale par la Hongrie.
Lors des championnats du monde, elle remporte trois médailles, d'abord le bronze en 1993 en Norvège, puis la médaille d'argent en 1997 en Allemagne, avant de remporter le titre mondial lors du Championnat du monde 1999 qui se déroule conjointement au Danemark et en Norvège. La finale, disputée à Lillehammer, voit la Norvège triompher de la France après deux prolongations.
En club, elle a été formée au Bækkelagets SK à partir de 1985 et y évolue jusqu'en 1997, année où elle rejoint le Nordstrand IF. Elle y met un terme à sa carrière en 2000.
En 2006, elle participe à la 2e saison de Skal vi danse?, la version norvégienne de Danse avec les stars.

## Palmarès

### Sélection nationale
Jeux olympiques
- médaille d'argent aux Jeux olympiques de 1988 à Séoul
- médaille d'argent aux Jeux olympiques de 1992 à Barcelone
- médaille de bronze aux Jeux olympiques de 2000 à Sydney
- 4e aux Jeux olympiques de 1996 à Atlanta

championnats du monde
- vainqueur du championnat du monde 1999
- finaliste du championnat du monde 1997
- troisième du championnat du monde 1993

championnats d'Europe
- finaliste du championnat d'Europe 1996
- troisième du championnat d'Europe 1994

### En clubs
compétitions internationales
- finaliste de la coupe de l'EHF (C3) 1995
- finaliste de la coupe des Villes (C4) 1994

compétitions nationales
- vainqueur du champion de Norvège (2) en 1992,  1994
- vainqueur de la coupe de Norvège (2) en 1994, 1997